# Arno Görke
Arno Görke (* 18. Dezember 1923 in Valparaíso, Chile; † 5. Oktober 1992 in Köln) war ein deutscher Hörspielsprecher, Bühnen- und Fernsehschauspieler.

## Leben
In seiner Wahlheimat Köln gehörte er von 1957 bis 1988 zu den festen Größen am Theater am Dom. Neben seinem Theaterengagement spielte er in zahlreichen Fernsehspielen und -filmen mit. Populär wurde er durch sein Auftreten zusammen mit dem Hasen Cäsar in mehreren Serien des Kinderfernsehens der ARD.
Auch als Hörspielsprecher, vorwiegend beim Westdeutschen Rundfunk Köln, war er häufig im Einsatz, meistens in Nebenrollen, so im Paul-Temple-Mehrteiler Paul Temple und der Fall Genf von Francis Durbridge. Nach seiner letzten Spielzeit im Theater am Dom in Köln gastierte er noch vier Jahre lang mit großem Erfolg an anderen Bühnen in Berlin, Hamburg und Köln in Boulevardstücken.
Arno Görke starb 1992 infolge einer Krebserkrankung.

## Filmografie (Auswahl)
- 1965: Herodes und Marianne (Fernsehfilm)
- 1966: An einem ganz gewöhnlichen Tag (Fernsehfilm)
- 1966: Gideon (Fernsehfilm)
- 1966: Der Mann mit der Puppe (Fernsehfilm)
- 1966: Der Mann, der sich Abel nannte (Fernsehfilm)
- 1967: Das Kriminalmuseum (Fernsehserie) – Das Amulett
- 1967: Der dritte Handschuh (Fernseh-Mehrteiler)
- 1968: Immer nur Mordsgeschichten (Fernsehfilm)
- 1969: Die Dubrow-Krise (Fernsehfilm)
- 1970: Emigration (Fernsehfilm)
- 1971: Die Frau in Weiß (Fernseh-Mehrteiler)
- 1972: Butler Parker (Fernsehserie) – Die Kidnapper
- 1975: Der Strick um den Hals (Fernseh-Mehrteiler)
- 1986: Geschichten aus der Heimat (Fernsehserie) Episode: Die schwarze Witwe

## Hörspiele (Auswahl)
- 1964: Ein geistliches Gespiel aus der Obersteiermark – Regie: Hans Gerd Krogmann
- 1965: Eines Knaben Wille – Regie: Otto Düben
- 1966: Paul Temple und der Fall Genf – Regie: Otto Düben
- 1966: Gullivers Reisen – Regie: Otto Kurth
- 1966: Berg der Schatten – Regie: Friedhelm Ortmann
- 1966: Der fliegende Doktor auf Verfolgungsjagd – Regie: Heinz Dieter Köhler
- 1967: König Lasar – Regie: Oswald Döpke
- 1967: Furchtbar viel Arbeit. Der Tod des Handlungsreisenden II – Regie: Otto Düben
- 1968: Anna Karenina – Regie: Ludwig Cremer
- 1969: Abends – besonders sonnabends – Regie: Ulrich Lauterbach
- 1970: meralda – oder der Tag wird gut – Regie: Friedhelm Ortmann
- 1972: Und du, Hiroshi? – Regie: Otto Düben
- 1972: Strafsache gegen Göppler – Regie: Heinz Wilhelm Schwarz
- 1972: Theseus, hast du den Minotauros getötet – Regie: Günther Sauer
- 1973: Die Polizeistunde – Regie: Paul Pörtner
- 1973: De fotte Kaiserkett – Regie: Leopold Reinecke
- 1974: Et Fleuten-Arnöldche – Regie: Leopold Reinecke
- 1974: Ich bin anständig, weil ihr sagt, daß ich anständig bin – Regie: Otto Düben
- 1975: Das Wunder von Gadara – Regie: Wolfram Rosemann
- 1979: Das Stipendium – Regie: Heinz Wilhelm Schwarz
- 1981: Vertuscht – Regie: Dieter Carls
- 1982: Das ist nicht von Eugen Roth – Regie: Oswald Döpke
- 1983: Zaunkönige – Regie: Bernd Lau
- 1986: Alles hat ein Ende – Regie: Ulf Becker
- 1986: Glücksspiel – Regie: Burkhard Ax
- 1986: Die lange Nacht – Regie: Elmar Boensch
- 1987: Für Kinder ist die Welt zu dumm – Regie: Manfred Brückner
- 1989: Mandala (Hörspielserie) – Regie: Klaus Prangenberg
- 1990: Mathilde Möhring – Regie: Tibor von Peterdy
- 1990: Horch, Baby, der Wettermann. – Regie: Tibor von Peterdy
- 1990: Eine Stimme für Hanna. – Regie: Tibor von Peterdy
- 1991: Das Fähnlein der sieben Aufrechten – Regie: Tibor von Peterdy